# فينس سكوت
فينس سكوت (بالإنجليزية: Vince Scott)‏ هو لاعب كرة القدم الكندية أمريكي، ولد في 10 يوليو 1925 في لي روي في الولايات المتحدة، وتوفي في 13 يوليو 1992.

## وصلات خارجية
- فينس سكوت على موقع مرجع كرة القدم المحترفة.كوم (الإنجليزية)